# Villa Rabien

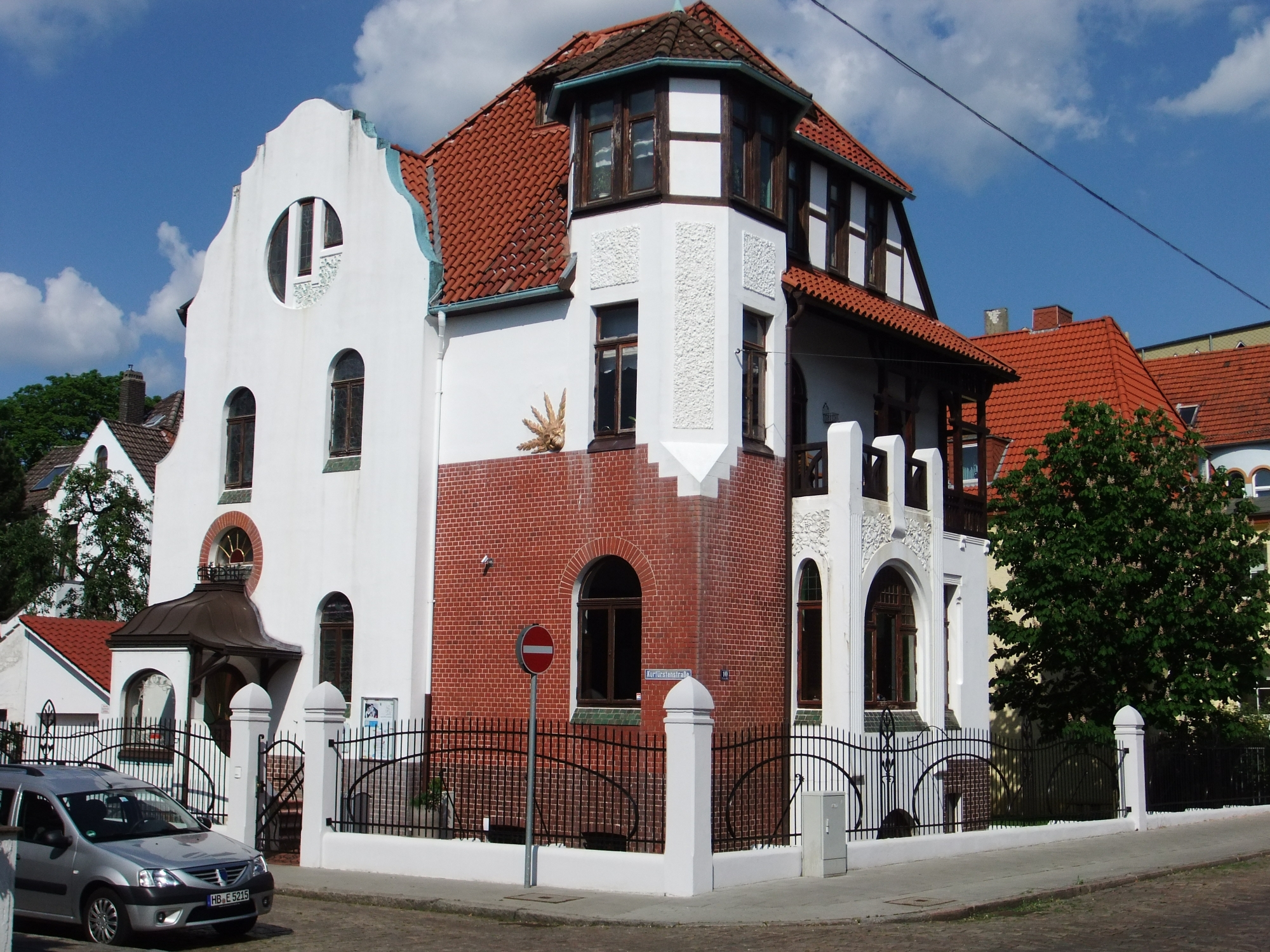
Villa Rabien 2012

Villa Rabien 1905

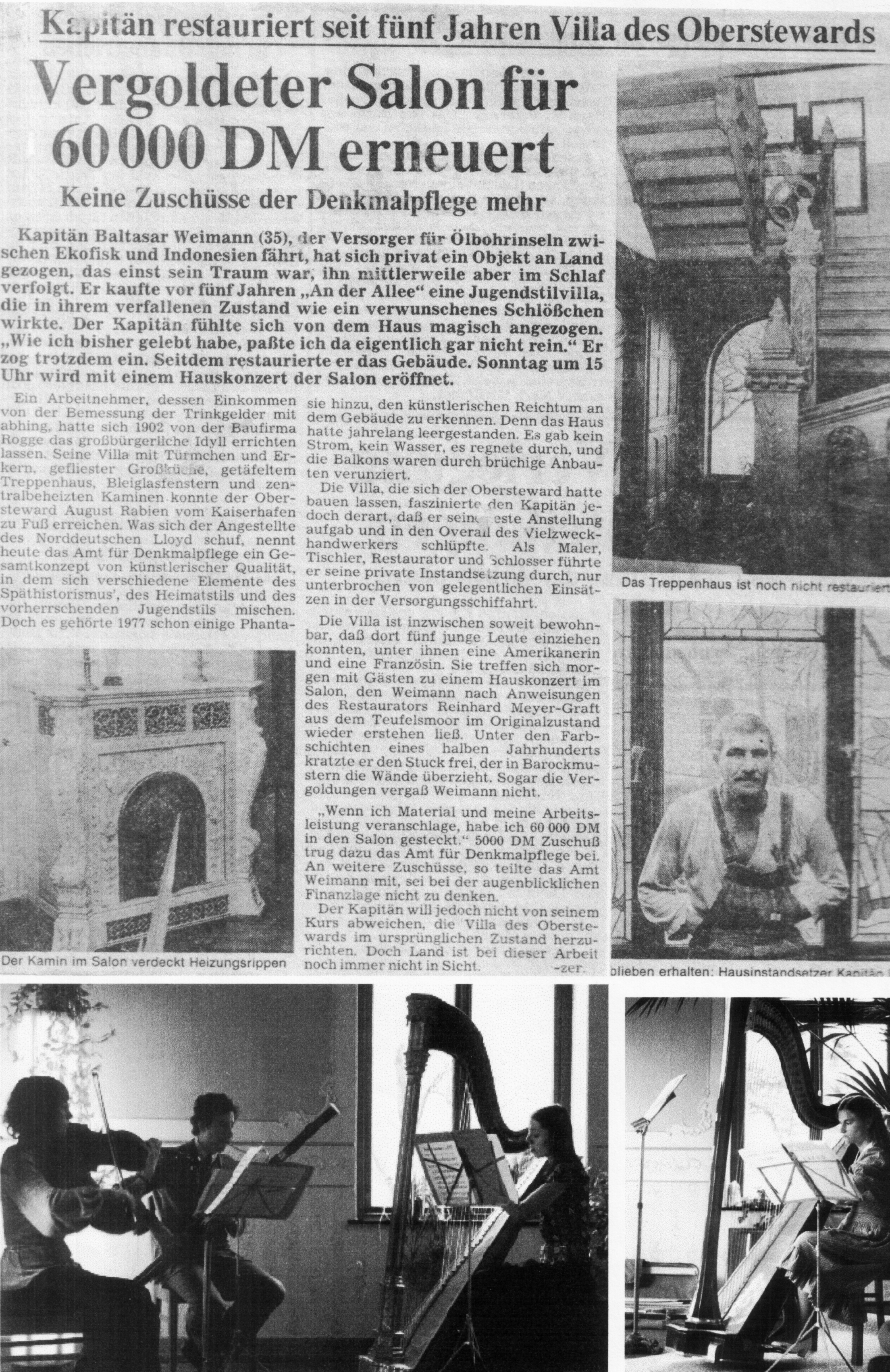
Restaurierung Villa Rabien, Balthasar Weimann

Die Villa Rabien in Bremerhaven, An der Allee 10, Ecke Kurfürstenstraße, entstand 1903 nach Plänen des Bauunternehmers Wilhelm Rogge.
Das Gebäude steht seit 1979 unter Bremer Denkmalschutz.

## Geschichte
Die zweigeschossige Villa mit 10 Zimmern nebst Wintergarten, einem Bad, zwei Toiletten und einer Wohnfläche von ca. 420 m² mit einem dreigeschossigen achteckigen Türmchen, einem Erker an der Seitenfront und einem gerundeten, jugendstilhaften Prunkgiebel zur Kurfürstenstraße hin stammt aus der Jahrhundertwende. Eine differenzierte Stilmischung prägt das Gebäude. Im neobarock gestalteten Salon wurde ein alter Majolikakamin von ca. 1860 eingebaut.

Lüdemann-Grundstück von 1882, x = Bauplatz der späteren Villa Rabien

Die Villa wurde in einem Gebiet errichtet, welches Ende des 19. Jahrhunderts als Gartenland noch zu dem Flecken Lehe gehörte und durch den Brauereibesitzer Lüder Rutenberg erschlossen wurde. 1883 wurde für sein Grundstück ein Bebauungsplan aufgestellt. Um 1900 war nur die nach ihm benannte Rutenbergstraße angelegt und in der östlichen Hälfte bebaut. Die spätere Kurfürstenstraße hieß zunächst passend zur heute noch so heißenden Hopfenstraße Malzstraße, so dass die ursprüngliche Adresse der Villa Rabien Malzstraße 10 war.
Bauherr war der Obersteward August Rabien vom Norddeutschen Lloyd, der sich mit diesem privaten Schlösschen übernahm und an Armin Ketelsen, dem in der Hafenstraße in Wesermünde-Lehe ein großes Herrenbekleidungsgeschäft gehörte, verkauften musste.
1977 wurde die damals stark baufällige Jugendstilvilla von dem Kapitän Balthasar Weimann erworben. Dieser hat daraufhin das Gebäude, vor allem den Salon, auf eigene Kosten 12 Jahre mit viel Liebe restauriert. In dieser Zeit wurde die Villa von einer Künstlergemeinschaft bewohnt. Im Jahr 1998 verließ Balthasar Weimann Bremerhaven und lebte fortan in Süddeutschland. Aufgrund dessen stand die Villa ab 2002 zum Verkauf. Es sollte noch einige Zeit vergehen, bis es zum Verkauf kam und die Tagesstätte Strohhalm sich in der Villa einrichtete.
2010 wurde der Eigentümerin Marika Büsing der Bremer Denkmalpflegepreis als Anerkennung in der Kategorie Bauherren für die denkmalgerechte Instandsetzung der Villa verliehen.
Das Gebäude wurde bis 2019 unter der Bezeichnung Mehrgenerationenhaus Bremerhaven als Dienstleistungsdrehscheibe und Tagestreff in der Seestadt genutzt.